# Elia Eudocia
Elia Eudocia, nombre completo en latín, Aelia Eudocia Augusta (Atenas, h. 401-Jerusalén, 460) fue una emperatriz romana consorte, esposa del emperador romano de Oriente, Teodosio II.

## Biografía
Era la hija del filósofo sofista Leoncio, de quien recibió una gran formación literaria y retórica. La historia tradicional, tal como la narran Juan Malalas y otros, es que había sido privada de su pequeño patrimonio por la rapacidad de sus hermanos, y buscó reparación en la corte de Constantinopla. Sus dotes llamaron la atención de la hermana de Teodosio, Pulqueria, quien hizo de ella una dama de compañía y la preparó para ser esposa del emperador.

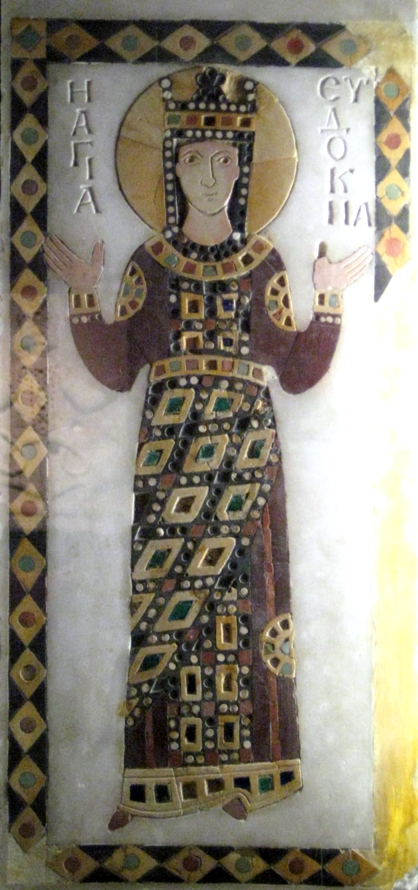
Elia Eudocia, incrustación de piedra coloreada en mármol procedente de la iglesia del monasterio de Lips (mezquita de Fenari Isa), Fatih, Museo Arqueológico de Estambul.

Después de recibir el bautismo y descartando su anterior nombre, Atenaida o Atenais (Athenais; en honor a la diosa Atenea), asumiendo el de Aelia Licinia Eudocia, se casó con Teodosio el 7 de junio del año 421; dos años más tarde, después del nacimiento de su hija Licinia Eudoxia, recibió el título de augusta. La nueva emperatriz recompensó a sus hermanos haciendo de Valerio cónsul y luego gobernador de Tracia y al otro, Gesio, prefecto del Ilírico.
Otros, historiadores más contemporáneos como Sócrates Escolástico y Juan de Panon, confirman muchos de estos detalles, pero omiten toda referencia a la intervención de Pulqueria en el matrimonio de Eudocia con su hermano. Esto hace que otros detalles de las actividades de Eudocia sean más comprensibles, como por ejemplo, el uso de su gran influencia en la corte para proteger a paganos (siendo su padre y ella misma, en privado, de dicho grupo) y judíos. Favoreció desde su posición privilegiada la cultura, rodeándose de gramáticos y filósofos.
En los años 438-439 hizo una peregrinación a Jerusalén y se llevó consigo varias reliquias preciosas; durante su estancia en Antioquía se dirigió al senado de esa ciudad en estilo helénico y distribuyó fondos para la reparación de sus edificios. A su regreso su posición se vio amenazada por los celos de Pulqueria y la sospecha infundada de una intriga con su protegido Paulino, el señor de los oficios. Tras la ejecución de este último en 440, se retiró a Jerusalén, donde fue acusada de asesinar a un oficial enviado a matar a dos de sus seguidores, acto por el cual sufrió el recorte de parte de su personal imperial. No obstante, conservó gran influencia; aunque se vio involucrada en la rebelión de los monofisitas sirios de 453, al final se reconcilió con Pulqueria y fue admitida de nuevo en el seno de la iglesia ortodoxa. Murió en Jerusalén el 20 de octubre de 460, habiendo dedicado sus últimos años a la literatura.
Entre sus obras están una paráfrasis del Octateuco en hexámetros, una paráfrasis de los libros de Daniel y Zacarías, un poema sobre la Vida de san Cipriano y sobre las victorias persas de su esposo. Una Historia de la Pasión compilada en versos homéricos (un centón) que completaba la redacción del obispo Patricio y de la que se hace eco Juan Zonaras.

## Descendencia
Eudocia y Teodosio II tuvieron que se sepa tres hijos:
- Licinia Eudoxia (422 - 462). Casada primero con Valentiniano III y luego con Petronio Máximo.
- Arcadio. Su único hijo masculino falleció antes que sus padres.
- Flacila. Murió en 439.